# Marigny-Brizay
Marigny-Brizay ist eine Commune déléguée in der französischen Gemeinde Jaunay-Marigny mit 1.300 Einwohnern (Stand: 1. Januar 2022) im Département Vienne in der Region Nouvelle-Aquitaine.
Die Gemeinde Marigny-Brizay wurde am 1. Januar 2017 mit Jaunay-Clan zur neuen Gemeinde Jaunay-Marigny zusammengeschlossen. Die Gemeinde Marigny-Brizay gehörte zum Arrondissement Poitiers und zum Kanton Jaunay-Clan (bis 2015: Kanton Neuville-de-Poitou)

## Geographie
Marigny-Brizay liegt etwa 18 Kilometer nordnordöstlich von Poitiers. 
Umgeben wurde die Gemeinde Marigny-Brizay von den Nachbargemeinden Ouzilly im Norden, Scorbé-Clairvaux im Norden und Nordosten, Colombiers im Nordosten, Beaumont im Osten, Dissay im Südosten, Jaunay-Clan im Süden sowie Vendeuvre-du-Poitou im Westen.

## Bevölkerungsentwicklung
| Jahr                      | 1962 | 1968 | 1975 | 1982 | 1990 | 1999 | 2006 | 2013 |
| Einwohner                 | 785  | 758  | 737  | 915  | 1026 | 969  | 1106 | 1281 |
| Quelle: Cassini und INSEE |      |      |      |      |      |      |      |      |

## Sehenswürdigkeiten
- Kirche Saint-Léger-la-Palu, seit 1935 Monument historique
- Schloss La Tour-de-Signy, seit 1943 Monument historique
- Schloss La Valette, seit 1994 Monument historique
- Schloss Montfaucon, seit 2001 Monument historique
- Herrenhaus La Mailleterie, seit 1935 Monument historique

## Persönlichkeiten
- Jean-Baptiste de Chabot (1740–1819), Bischof von Saint-Claude (1785–1790) und Mende (1802–1804)